# Verbena sulphurea
Verbena sulphurea — вид трав'янистих рослин родини Вербенові (Verbenaceae), поширений у Чилі й Аргентині. Має віночок кремовий, жовтий або білуватий.

## Опис
Рослина повзуча або висхідна, 15–30 см завдовжки, часто з добре розвиненими, розгалуженими кореневищами, гілки щетинисті, міжвузля 2–5 см. Листки сидячі або субчерешкові, листові пластини 10–20 x 7–18 мм, 3-перисті, сегменти лінійні, верхівка гостра, поля трохи вигнуті, обидві поверхні від щетинистих до притиснуто щетинистих. Квіти в щільних багатоквіткових колосках, кулястих чи ні, на довгих чи коротких квітоніжках. Квіткові приквітки 3–6.5 мм, від лінійних до вузько-яйцюватих, загострені, волосисті або щетинисті, залозисті чи ні. Чашечка 5.5–8 мм, щетиниста, зубчики 0.5–1 мм. Віночок кремового, жовтого або білуватого забарвлення, 10–18 мм, зовні гладкий, горло запушене. Вища пара тичинок зі сполучними придатками.
Виділяють два різновиди: var. pedunculata має квіти з квітконіжкою 10–16 см; var. sulphurea має квіти з квітконіжкою 4–10 см.

## Поширення
Поширений у Чилі й Аргентині.
Виділяють два різновиди: var. pedunculata є ендеміком Чилі, зростає в регіонах Кокімбо, Вальпараїсо та Метрополітана, росте на пагорбах до 1100 м. Var. sulphurea живе в Аргентині в провінціях Сан-Хуан і Мендоса, а також в Чилі в районах Атакама, Кокімбо й Вальпараїсо, росте на піщаних ґрунтах високого гірського масиву, між 2600 і 3300 м.